# 皮茨菲爾德 (伊利諾伊州)
皮茨菲爾德（英語：Pittsfield）是一個位於美國伊利諾伊州派克縣的城市。根據2010年美國人口普查，該地人口為4576人，而該地的面積約為13.32平方千米。同時該地也是派克縣的縣治。

## 地理
皮茨菲爾德的座標為39°36′28″N 90°48′18″W / 39.60778°N 90.80500°W，而該地的平均海拔高度為223米（即732英尺）。